# Ловецът на елени
 Тази статия е за романа на Джеймс Фенимор Купър.  За едноименния филм вижте Ловецът на елени (филм).  
Ловецът на елени, или Първата военна пътека (на английски: The Deerslayer, or The First Warpath) е роман на американския писател Джеймс Фенимор Купър. Романът е издаден през 1841 г. от американското издателство „Lea & Blanchard“, във Филаделфия.

## Сюжет
Внимание:  Текстът по-долу разкрива сюжета на произведението (или части от него)!
Събитията в романа се развиват между 1740 и 1745 г. в колониална Америка. Двама млади мъже – Хенри Марч, известен като Бързия Хари, и младия ловец Нати Бъмпо известен като Ловецът, се отправят към езерото Блестящото огледало. Ловецът трябва да помогне на своя приятел мохикан Чингачгук да освободи своята любима Вах-та!-вах, попаднала в плен в ръцете на хуроните, а Хенри Марч безуспешно се стреми да покори красавицата Джудит Хътър, живееща в къща на езерото, заедно със сестра си Хети и баща си Том Хътър.
В хода на стълкновенията с отряда на индианците-хурони, Ловецът получава новото си име Ястребово око, а Чингачгук освобождава пленената Вах-та!-вах. Том Хътър и по-малката му дъщеря Хети Хътър загиват, а отряда хурони е напълно унищожен при последната битка от притеклите се на помощ английски войници. Джудит Хътър оцелява, но напуска разочарована езерото, което дълги години е неин дом, отхвърляйки предложението за брак на Бързия Хари. Тя се влюбва от своя страна в благородния и честен Ловец, но той не отвръща на чувствата и.

## Издания на български език
- „Зверобой“, София, изд. „Ст. Атанасовъ“, 194.. г., 158 с.
- „Ловецът на елени“, София, изд. „Народна младеж“, библиотека „Приключения и научна фантастика“ № 62, 1961 г., 582 с.
- „Ловецът на елени“, София, изд. „Народна младеж“, библиотека „Приключения и научна фантастика“ № 131, 1977 г., 494 с.

## Филмови екранизации
- 1913: The Deerslayer, американски филм, с участието на Harry T. Morey и Wallace Reid. F
- 1920: The Deerslayer and Chingachgook, германски филм сучастието на Béla Lugosi.
- 1943: The Deerslayer, американски филм, с участието на Bruce Kellogg и Jean Parker.
- 1957: The Deerslayer, американски филм, с участието на Lex Barker и Rita Moreno.
- 1967: Chingachgook, die große Schlange, филм на ГДР, с участието на Гойко Митич
- 1990: Зверобой, филм на СССР, с участието на Андрей Хворов, Елена Кондулайнен и Георгий Пицхелаури.